# Gliese 40
Gliese 40 is een hoofdreeksster van het type K5, gelegen in het sterrenbeeld Walvis op 50,1 lichtjaar van de Zon.